# Ak Dżoł
Ak Dżoł (Świetlista Droga) – kirgiska partia polityczna. Partia została założona w 2007 roku przez Kurmanbeka Bakijewa, który był jej liderem. Zwyciężyła wybory parlamentarne w Kirgistanie w 2007 roku, uzyskując 71 z 90 miejsc w parlamencie. Asygnowała także premiera i poprowadziła Bakijewa do ponownego zwycięstwa w wyborach prezydenckich w 2009 roku.